# جيرار لونفان
جيرار لونفان (بالفرنسية: Gérard Lanvin)‏
```
(و. 
1950
 – 
م
)
[
2
]
 هو 
ممثل
[
1
]
 من 
فرنسا
 . ولد في 
بولون-بيانكور
 .
[
3
]
```

## التعليم
تعلم في مدرسة فلوران ‏

## روابط خارجية
- جيرار لونفان على موقع IMDb (الإنجليزية)
- جيرار لونفان على موقع روتن توميتوز (الإنجليزية)
- جيرار لونفان على موقع ألو سيني (الفرنسية)
- جيرار لونفان على موقع ميوزك برينز (الإنجليزية)
- جيرار لونفان على موقع تيرنر كلاسيك موفيز (الإنجليزية)
- جيرار لونفان على موقع أول موفي (الإنجليزية)
- جيرار لونفان على موقع قاعدة بيانات الأفلام السويدية (السويدية)
- جيرار لونفان على موقع إن إن دي بي (الإنجليزية)
- جيرار لونفان على موقع ديسكوغز (الإنجليزية)
- جيرار لونفان على موقع قاعدة بيانات الفيلم (الإنجليزية)